# Paragorgia arborea
Paragorgia arborea is een zachte koraalsoort uit de familie Paragorgiidae. De wetenschappelijke naam van de soort werd, als Alcyonium arboreum, in 1758 voor het eerst gepubliceerd door Carl Linnaeus in de tiende editie van Systema naturae..